# Regering-G. Eyskens III
De regering-G. Eyskens III (6 november 1958 - 25 april 1961) was een Belgische regering. De regering bestond uit de CVP/PSC (104 zetels) en de Liberale Partij (21 zetels).
Ze volgde de regering-G. Eyskens II op nadat de christendemocraten en de liberalen een akkoord hadden gesloten over het schoolbeleid en werd opgevolgd door de regering-Lefèvre.

## Samenstelling
De regering bestond uit 18 ministers. De CVP-PSC had er 11 en de Liberale Partij had er 7. Na de Congocrisis volgde er een uitgebreide herschikking van de regering, die vanaf dan uit 20 ministers en 4 minister-onderstaatssecretarissen bestond: 13 ministers en 2 ministers-onderstaatssecretarissen voor de CVP-PSC en 7 ministers en 2 ministers-onderstaatssecretarissen voor de Liberale Partij.
| Ambtsbekleder                                                                 | Ambtsbekleder                    | Ambtsbekleder                              | Functie en bevoegdheden                                                                                | Termijn                            | Partij                              |
| Kernkabinet                                                                   | Kernkabinet                      | Kernkabinet                                | Kernkabinet                                                                                            | Kernkabinet                        | Kernkabinet                         |
| ----------------------------------------------------------------------------- | -------------------------------- | ------------------------------------------ | --- | ---------------------------------- | ----------------------------------- |
|                                                                               |                                  | Gaston Eyskens (1905-1988)                 | Premier                                                                                                | 6 november 1958 - 25 april 1961    | CVP-PSC                             |
|                                                                               |                                  | Albert Lilar (1900-1976)                   | Ondervoorzitter van de kabinetsraad Algemeen Bestuur en Administratieve Hervormingen                   | 6 november 1958 - 3 september 1960 | Liberale Partij                     |
|                                                                               |                                  | René Lefebvre (1893-1976)                  | Ondervoorzitter van de kabinetsraad                                                                    | 3 september 1960 - 25 april 1961   | Liberale Partij                     |
| Binnenlandse Zaken                                                            | 6 november 1958 - 25 april 1961  | René Lefebvre (1893-1976)                  | |                                    | Liberale Partij                     |
| Ministers                                                                     |                                  |                                            | |                                    |                                     |
|                                                                               |                                  | Jean Van Houtte (1907-1991)                | Financiën                                                                                              | 6 november 1958 - 25 april 1961    | CVP-PSC                             |
|                                                                               |                                  | Albert de Vleeschauwer (1897-1971)         | Landbouw                                                                                               | 6 november 1958 - 18 november 1960 | CVP-PSC                             |
|                                                                               |                                  | Charles Héger (1902-1984)                  | Landbouw                                                                                               | 21 november 1960 - 25 april 1961   | PSC-CVP                             |
|                                                                               |                                  | Pierre Wigny (1905-1986)                   | Buitenlandse Zaken                                                                                     | 6 november 1958 - 25 april 1961    | PSC-CVP                             |
|                                                                               |                                  | Oscar Behogne (1900-1970)                  | Arbeid                                                                                                 | 6 november 1958 - 3 september 1960 | PSC-CVP                             |
|                                                                               |                                  | Paul-Willem Segers (1900-1983)             | Verkeerswezen                                                                                          | 6 november 1958 - 25 april 1961    | CVP-PSC                             |
| belast met de Sociale Coördinatie                                             | 3 september 1960 - 25 april 1961 | Paul-Willem Segers (1900-1983)             | |                                    | CVP-PSC                             |
|                                                                               |                                  | Pierre Harmel (1911-2009)                  | Culturele Aangelegenheden                                                                              | 6 november 1958 - 3 september 1960 | PSC-CVP                             |
| Openbaar Ambt                                                                 | 3 september 1960 - 25 april 1961 | Pierre Harmel (1911-2009)                  | |                                    | PSC-CVP                             |
|                                                                               |                                  | Omer Vanaudenhove (1913-1994)              | Openbare Werken en Wederopbouw                                                                         | 6 november 1958 - 25 april 1961    | Liberale Partij                     |
|                                                                               |                                  | Arthur Gilson (1915-2004)                  | Landsverdediging                                                                                       | 6 november 1958 - 25 april 1961    | PSC-CVP                             |
|                                                                               |                                  | Maurits Van Hemelrijck (1901-1964)         | Belgisch-Congo en Ruanda-Urundi                                                                        | 6 november 1958 - 3 september 1959 | CVP-PSC                             |
|                                                                               |                                  | August De Schryver (1898-1991)             | Belgisch-Congo en Ruanda-Urundi                                                                        | 3 september 1959 - 29 juni 1960    | CVP-PSC                             |
|                                                                               |                                  | Léon Servais (1907-1975)                   | Sociale Voorzorg                                                                                       | 6 november 1958 - 25 april 1961    | PSC-CVP                             |
|                                                                               |                                  | Paul Meyers (1921-2011)                    | Volksgezondheid en Gezin                                                                               | 6 november 1958 - 25 april 1961    | CVP-PSC                             |
|                                                                               |                                  | Paul Vanden Boeynants (1919-2001)          | Middenstand                                                                                            | 6 november 1958 - 25 april 1961    | PSC-CVP                             |
|                                                                               |                                  | Laurent Merchiers (1904-1986)              | Justitie                                                                                               | 6 november 1958 - 3 september 1960 | Liberale Partij                     |
|                                                                               |                                  | Albert Lilar (1900-1976)                   | Justitie                                                                                               | 3 september 1960 - 25 april 1961   | Liberale Partij                     |
|                                                                               |                                  | Charles Moureaux (1902-1976)               | Openbaar Onderwijs                                                                                     | 6 november 1958 - 25 april 1961    | Liberale Partij                     |
|                                                                               |                                  | Jacques Van der Schueren (1921-1997)       | Economische Zaken                                                                                      | 6 november 1958 - 25 april 1961    | extraparlementair (Liberale Partij) |
|                                                                               |                                  | Jacques Van Offelen (1916-2006)            | Buitenlandse Handel                                                                                    | 6 november 1958 - 25 april 1961    | Liberale Partij                     |
|                                                                               |                                  | Raymond Scheyven (1911-1987)               | Zonder Portefeuille, belast met de Economische en Financiële Zaken van Belgisch-Congo en Ruanda-Urundi | 17 november 1959 - 23 juni 1960    | PSC-CVP                             |
| Zonder Portefeuille, belast met de Economische en Financiële Afrikaanse Zaken | 23 juni 1960 - 3 september 1960  | Raymond Scheyven (1911-1987)               | |                                    | PSC-CVP                             |
|                                                                               |                                  | Walter Ganshof van der Meersch (1900-1993) | Zonder Portefeuille, belast met de Algemene Zaken in Afrika                                            | 16 mei 1960 - 20 juli 1960         | extraparlementair                   |
|                                                                               |                                  | August De Schryver (1898-1991)             | Afrikaanse Zaken                                                                                       | 29 juni 1960 - 3 september 1960    | CVP-PSC                             |
|                                                                               |                                  | Harold d'Aspremont Lynden (1914-1967)      | Afrikaanse Zaken                                                                                       | 3 september 1960 - 25 april 1961   | CVP-PSC                             |
|                                                                               |                                  | André Dequae (1915-2006)                   | Economische Coördinatie                                                                                | 3 september 1960 - 25 april 1961   | CVP-PSC                             |
|                                                                               |                                  | Raoul Vreven (1900-1979)                   | Coördinatie van de Institutionele Hervormingen                                                         | 3 september 1960 - 25 april 1961   | Liberale Partij                     |
|                                                                               |                                  | Yves Urbain (1914-1971)                    | Tewerkstelling en Arbeid                                                                               | 3 september 1960 - 25 april 1961   | extraparlementair (PSC-CVP)         |
| Ministers-onderstaatssecretarissen                                            |                                  |                                            | |                                    |                                     |
|                                                                               |                                  | Albert De Gryse (1911-1996)                | Posterijen, Telegrafie en Telefonie                                                                    | 3 september 1960 - 25 april 1961   | CVP-PSC                             |
|                                                                               |                                  | Renaat Van Elslande (1916-2000)            | Culturele Zaken                                                                                        | 3 september 1960 - 25 april 1961   | CVP-PSC                             |
|                                                                               |                                  | Roger De Looze (1922-1961)                 | Energie                                                                                                | 3 september 1960 - 25 april 1961   | Liberale Partij                     |
|                                                                               |                                  | Willy De Clercq (1927-2011)                | Begroting                                                                                              | 3 september 1960 - 25 april 1961   | Liberale Partij                     |

## Verloop

### Splitsing van het NIR
De regering besliste, bij de wet van 18 mei 1960 houdende de organisatie van de Instituten der Belgische Radio en Televisie, dat het Nationaal Instituut voor de Radio-omroep (NIR) opgeheven werd en vervangen werd door de Nederlandstalige Belgische Radio- en Televisieomroep (BRT) en Franstalige Radio-Télévision belge (RTB) op.

### Communautaire spanningen
De tienjaarlijkse volkstelling die in 1960 zou worden gehouden, was het onderwerp van de communautaire spanningen rond het taalkundige component van die volkstelling. De Vlaamse Beweging was vooral bezorgd dat de volkstelling een uitbreiding van de Franstalige "olievlek" rond Brussel teweeg zou brengen. Uiteindelijk werd de volkstelling uitgesteld tot 1961 en werd het taalkundige component afgeschaft.

### Belgisch Congo
Het Congodossier stond centraal in de bezorgdheid van de regering. De rellen in Leopoldstad van januari 1959 brachten het proces van de onafhankelijkheid van Congo op gang. Aanvankelijk was de regering voorstander van een beperkte vorm van onafhankelijkheid, maar ze werd gedwongen zich terug te trekken door de afwijzing hiervan van de Congolese nationalisten en de toenemende spanningen in Congo. De weigering om Belgische troepen te sturen leidde tot de organisatie van de Belgo-Congolese rondetafelconferentie in Brussel, waaraan de verschillende Belgische en Congolese partijen deelnamen om de voorwaarden voor de totale onafhankelijkheid van Congo vast te stellen, die gepland was voor 30 juni 1960. De afscheiding van Katanga en Kasai werd door de regering niet officieel erkend, ondanks de druk van de Union Minière du Haut Katanga en koning Boudewijn. De muiterij van de Congolese soldaten die de dood van Belgen tot gevolg had, leidde echter tot het sturen van Belgische troepen naar Congo, die van de situatie gebruik maakten om Katanga en Kasaï te steunen. De regering werd op 3 september 1960 herschikt om een hardere pro-Katangese lijn te doen gelden.

## Herschikkingen
- Op 3 september 1959 nam Maurits Van Hemelrijck (CVP-PSC) ontslag als minister van Belgisch-Congo en Ruanda-Urundi omdat hij zich niet kon vinden in de Congopolitiek van de regering. Hij werd opgevolgd door August De Schryver (CVP-PSC).
- Op 17 november 1959 werd Raymond Scheyven (PSC-CVP) aangesteld als minister zonder Portefeuille, belast met de Economische en Financiële Zaken van Belgisch Congo en van Ruanda-Urundi, om minister August De Schryver bij te staan in zijn taken als minister van Belgisch-Congo en Ruanda-Urundi.
- Op 16 mei 1960 werd de partijloze Walter Ganshof van der Meersch benoemd tot minister zonder Portefeuille, belast met de Algemene Zaken in Afrika, om de overgang naar onafhankelijkheid in Belgisch-Congo in goede banen te leiden.
- Op 23 juni 1960 werd de benaming van de bevoegdheid van Raymond Scheyven aangepast, voortaan was hij minister zonder Portefeuille, belast met de Economische en Financiële Afrikaanse Zaken.
- Op 29 juni 1960 veranderde de benaming van de bevoegdheid van August De Schryver, voortaan was hij minister van Afrikaanse Zaken
- Op 20 juli 1960 werd Walter Ganshof van der Meersch ontheven van zijn taken als minister zonder Portefeuille, belast met de Algemene Zaken in Afrika.
- Naar aanleiding van de onafhankelijkheid van Belgisch-Congo werd de regering op 3 september 1960 grondig herschikt:
  - Albert Lilar (Liberale Partij) werd ontheven van zijn taken als ondervoorzitter van de kabinetsraad, belast met het Algemeen Bestuur en de Administratieve Hervorming. René Lefebvre (Liberale Partij), minister van Binnenlandse Zaken, werd belast met het ondervoorzitterschap van de kabinetsraad, Lilars andere bevoegdheden werden overgenomen door Pierre Harmel (PSC-CVP), die benoemd werd tot minister van Openbaar Ambt en de bevoegdheid Culturele Aangelegenheden moest afstaan.
  - Paul-Willem Segers (CVP-PSC), minister van Verkeerswezen, werd belast met de bevoegdheid Sociale Coördinatie.
  - Laurent Merchiers (Liberale Partij) werd als minister van Justitie vervangen door Albert Lilar.
  - August De Schryver (CVP-PSC) en Oscar Behogne (PSC-CVP) werden als minister van Afrikaanse Zaken en minister van Arbeid vervangen door respectievelijk Harold d'Aspremont Lynden (PSC-CVP) en Yves Urbain (PSC-CVP). Deze laatste kreeg ook Tewerkstelling onder zijn bevoegdheid.
  - Raymond Scheyven (PSC-CVP) werd ontheven van zijn taken als minister zonder Portefeuille, belast met de Economische en Financiële Afrikaanse Zaken.
  - André Dequae (CVP-PSC) werd aangesteld tot minister van Economische Coördinatie en Raoul Vreven (Liberale Partij) kreeg de functie van minister voor Coördinatie van de Institutionele Hervormingen.
  - vier ministers-onderstaatssecretarissen werden toegevoegd aan de regering: Renaat Van Elslande (CVP-PSC) werd minister-onderstaatssecretaris voor Culturele Zaken, Albert De Gryse (CVP-PSC) minister-onderstaatssecretaris voor Posterijen, Telegrafie en Telefonie, Willy De Clercq (Liberale Partij) minster-onderstaatssecretaris voor de Begroting en Roger De Looze (Liberale Partij) minister-onderstaatssecretaris voor Energie.
- Op 18 november 1960 trad Albert de Vleeschauwer (CVP-PSC) af als minister van Landbouw vanwege zijn betrokkenheid in een onderzoek naar een faillissement van een bedrijf in  Leopoldstad. Hij werd op 21 november 1960 opgevolgd door Charles Héger (PSC-CVP).